# Disproporcionace
Disproporcionace nebo též dismutace je termín používaný v chemii, který znamená, že se určitý reaktant rozloží na dva produkty, jeden oxidující a druhý redukující.
- Reakce typu 2A → A' + A", kde A, A' a A" jsou různé chemikálie. Většina, ne však všechny, jsou redoxní reakce. Například 2H2O → H3O+ + OH− je disproporcionace, ale nikoli redoxní reakce.
- Reakce (vratná nebo nevratná), ve které se látka současně redukuje a oxiduje, takže tvoří dva různé produkty.

Opakem disproporcionace je synproporcionace.

## Historie
První detailně studovanou disproporcionační reakcí byla:
2 Sn2+ → Sn + Sn4+
Byla zkoumána na vínanech Johanem Gadolinem v roce 1788. Ve švédské verzi svého elaborátu ji nazval 'söndring' (K. Sv. Vet. Acad. Handl. 1788, 186-197; Crells chem. Annalen 1790, I, 260-273).

## Příklady
- Plynný chlor reaguje s hydroxidem sodným za vzniku chloridu sodného, chlorečnanu sodného a vody. Iontová rovnice této reakce vypadá takto[1]:

3Cl2 + 6OH− → 5Cl− + ClO3− + 3H2O
Jako reaktant má elementární chlor oxidační číslo 0. V jednom z produktů, Cl−, má oxidační číslo -1, čili byl redukován; v druhém produktu (chlorečnanovém iontu) má oxidační číslo +5, což znamená, že byl oxidován.
- Dismutace superoxidového volného radikálu na peroxid vodíku a kyslík, katalyzovaná v živých organismech pomocí superoxid dismutázy:

2O2− + 2H+ → H2O2 + O2
O2 má v aniontu superoxidového volného radikálu oxidační číslo -1, v peroxidu vodíku -2 a v molekulárním kyslíku (dikyslíku) číslo 0.
- V Cannizzarově reakci se aldehyd přeměňuje na alkohol a karboxylovou kyselinu. V příbuzné Tiščenkově reakci je produktem organické redoxní reakce příslušný ester. V Kornblum–DeLaMareově přesmyku se peroxid konvertuje na keton a alkohol.
- Disproporcionace peroxidu vodíku na vodu a kyslík katalyzovaná enzymem katalázou:

2H2O2 → 2H2O + O2
- Boudouardova reakce se používá například v metodě HiPco pro výrobu uhlíkových nanotrubic; oxid uhelnatý za vysokého tlaku na povrchu částic železa (použitého jako katalyzátor) disproporcionuje takto:

2CO → C + CO2